# Jeep JT Concept
O JT Concept é um protótipo de utilitário esportivo compacto apresentado pela Jeep na SEMA 2007.